# Рондяк Роман
Роман Рондяк (1 лютого 1895, м. Львів — 29 червня 1968, м. Нью-Гейвен, США) — старшина Українських січових стрільців та Української галицької армії, громадський діяч в діаспорі.

## Життєпис
Народився у Львові 1 лютого 1895 року в родині поштового підурядника.
Навчався у Академічній гімназії, згодом на юридичному факультеті Львівського університету. Був членом товариства Сокіл і брав участь у Других спортивних змаганнях українців Галичини 1914 року.
У серпні 1914 року пішов добровольцем до  Українських січових стрільців. Брав участь у більшості бойових дій легіону, був поранений у бою за гору Лисоня у вересні 1916 року.
У 1918 році вступає до Української Галицької Армії і з нею пройшов усю війну 1918—1921 років. 
Перебував у польському полоні в Тухолі. З якого переїхав до Чехословаччини, де закінчив Високу технічну школу в Празі й одержав диплом інженера. У 1930-х роках повренувся з дружиною-чешкою Фрайсес (Францискою) до Львова, де у них народжуються син Роман — 4 листопада 1936 року. Згодом знову переїжджає до Чехословаччині, де мешкав 12 років в будинку батьків своєї матері.
Після другої світової війни, у 1948 році, родина емігрувала з комуністичної Чехословаччини до Німеччини, а відтак — до США, де оселяється  у місті Нью-Хейвен. 
Брав участь у громадському житті — в Народному Домі, Пласті, місцевих філіях Українського конгресового комітету та Українського народного союзу.
У 1958 році стає співзасновником та активістом місцевого відділу ОбВУА (Об’єднання бувших вояків-українців Америки). 
29 червня 1968 року помер.

## Родина
- Син Роман Рондяк — офіцер Армії США.
- Син Петро Рондяк — офіцер Армії США.

Обоє навчались у школі українознавства (батько був членом товариства «Рідна школа»), були активними пластунами і кадровими офіцерами Армії США, які успішно пройшли війну з комуністичним В’єтнамом.